# Batalla de Mukden (1905)
La batalla de Mukden fue la última gran batalla terrestre de la guerra ruso-japonesa y una de las más grandes batallas terrestres acontecida antes de la Primera Guerra Mundial. Se libró desde el 20 de febrero al 10 de marzo de 1905 entre el Ejército Imperial Japonés y el Ejército Imperial Ruso cerca de Mukden, en Manchuria (China). La ciudad se llama hoy Shenyang y es la capital de la provincia de Liaoning.
Las fuerzas rusas, de alrededor de 276 000 efectivos, estaban bajo el mando del general Alekséi Nikoláievich Kuropatkin. El Ejército Imperial Japonés, con 270 000 hombres, estaba al mando del mariscal de campo príncipe Oyama Iwao.

## Antecedentes
Tras la batalla de Liaoyang (del 24 de agosto a 4 de septiembre de 1904), las fuerzas rusas se retiraron al río Sha-Ho, al sur de Mukden, y se reagruparon. Del 5 al 17 de octubre de 1904, durante la batalla del río Sha-ho, los rusos contraatacaron sin éxito, pero consiguieron ralentizar temporalmente el avance japonés.
Una segunda contraofensiva rusa, la batalla de Sandepu, librada del 25 al 29 de enero de 1905, fue igualmente un fracaso.
La caída de Port Arthur ante el general Nogi Maresuke liberó al 3.er Ejército Japonés, que avanzó hacia el norte para reforzar las líneas japonesas cerca de Mukden, con el fin de preparar un ataque.
En febrero de 1905, las reservas de hombres del ejército japonés se habían agotado. Con la llegada del 3.er Ejército del general Nogi, todo el esfuerzo bélico japonés se concentró en Mukden. Las severas bajas, el duro clima y la esperada llegada de la Flota Rusa del Báltico, presionaron al mariscal Oyama a conseguir la completa destrucción de las fuerzas rusas, ya que con una victoria más, los rusos podrían retirarse más allá de Manchuria.

## Disposición de las fuerzas
La línea de defensa rusa, establecida al sur de Mukden, era de una longitud de 140 km, de poca profundidad y con una reserva central. En el flanco derecho, sobre terreno llano, estaba el 2.º Ejército de Manchuria al mando del general barón Von Kaulbars (que había reemplazado al infortunado general Oskar-Ferdinand Kazimirovich Grippenberg). En el centro, defendiendo la línea férrea estaba el 3.er Ejército de Manchuria a las órdenes del general Bildering.

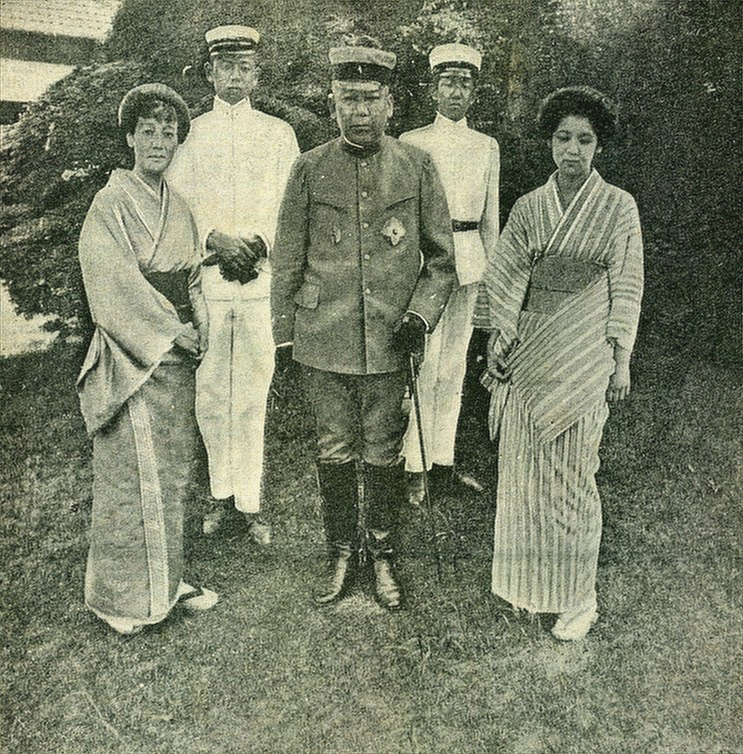
El mariscal de campo Oyama con su familia.

La zona de colinas en el flanco izquierdo estaba defendida por el 1.er Ejército de Manchuria, su general, Nikolai Linevich.
En este flanco también había dos tercios de la caballería rusa, al mando del general Paul von Rennenkampf. El general Kuropatkin había dispuesto sus fuerzas en un plan puramente defensivo, por lo que le era difícil o imposible el poder lanzar una ofensiva sin abrir una gran brecha en sus líneas.
En el lado japonés, el 1.er Ejército Japonés (general Kuroki) y el 4.º Ejército Japonés (general Nozu) avanzaba al este de la línea férrea, y el 2.º Ejército Japonés (general Oku) al Oeste. El 3.er Ejército del general Nogi se mantuvo oculto tras el 2.º Ejército hasta el inicio de la batalla. Un ejército japonés, recién formado, el 5.º Ejército, comandado por el general Kawamura Kageaki efectuó un ataque de diversión en el flanco izquierdo ruso. El 5.º Ejército era muy reducido y lo formaba sólo la 11.ª División (de Port Arthur) y reservistas.
El general Kuropatkin estaba convencido de que el ataque principal japonés sería contra el montañoso lado Este, su flanco izquierdo, porque los japoneses habían probado su efectividad en este tipo de terreno, y la presencia de los veteranos de la 11.ª División, en esa área, reforzaba sus convicciones.
El plan del mariscal de campo Oyama Iwao era colocar sus 5 ejércitos en forma de luna creciente para rodear Mukden, cortando la posibilidad de una retirada rusa. Fue explícito en sus órdenes de evitar combatir dentro de la ciudad de Mukden. Durante toda la guerra, los japoneses habían perseguido una meticulosa política de respeto a la población civil para evitar bajas civiles y ganarse a la población china, en contraste con la anterior primera guerra sino-japonesa y la subsiguiente segunda guerra sino-japonesa.

## La batalla

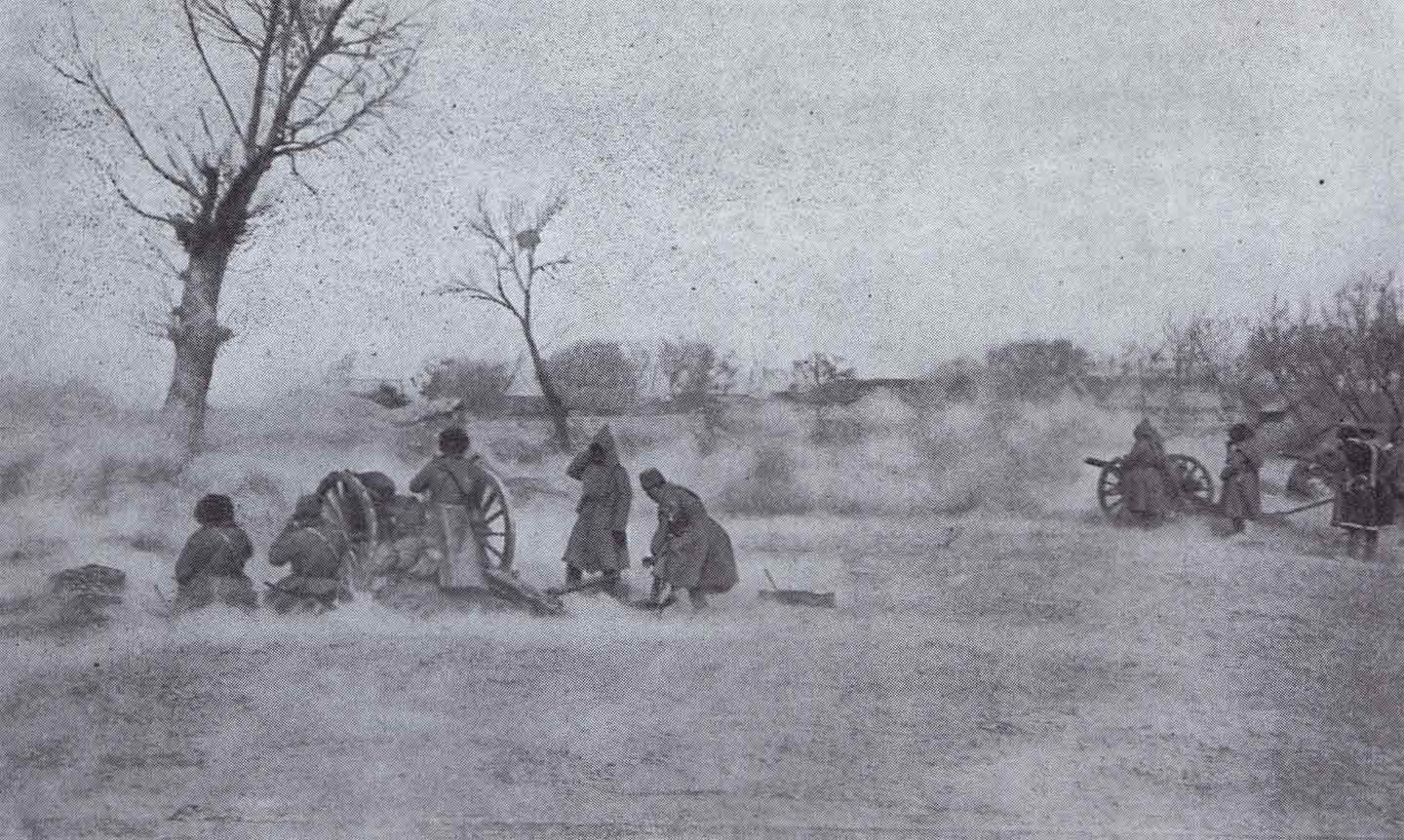
Artillería rusa durante la batalla.

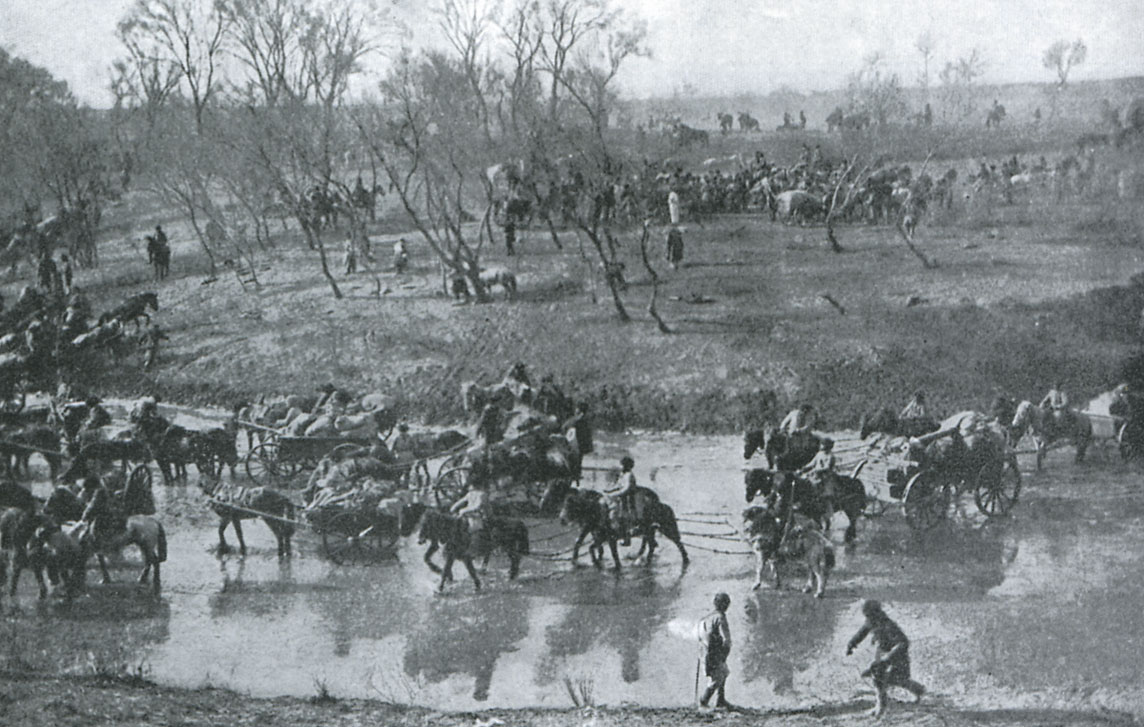
Retirada del Ejército Ruso tras la batalla.

La batalla se inició con el ataque del 5.º Ejército Japonés al flanco izquierdo de las fuerzas rusas, el 20 de febrero de 1905. El 27 de febrero, el 4.º Ejército Japonés atacó el flanco derecho, mientras que otras fuerzas japonesas también atacaban las líneas de frente rusas. El mismo día, el 3.er Ejército Japonés comenzó su movimiento con un amplio círculo al noroeste de Mukden.
Para el 1 de marzo, las acciones en los frentes Este y Central se habían estancado. Los japoneses habían conseguido pequeños avances pero a costa de grandes pérdidas. Entonces, el 7 de marzo, el general Kuropatkin empezó a retirar fuerzas del frente del Este para contrarrestar los movimientos del 3.er Ejército Japonés en el flanco oeste de Mukden, y preocupado por los movimientos del general Nogi, decidió dirigir él mismo el contraataque. El cambio de fuerzas, de Este a Oeste, no estuvo bien coordinado por los rusos, causando el caos entre los ejércitos 1.º y 3.º de Manchuria. Esta fue la oportunidad que había estado esperando el mariscal de campo Oyama, y sus órdenes de "ataque" fueron cambiadas por "perseguir y destruir". La suerte permaneció del lado de los japoneses, ya que, a pesar del deshielo, el río Hun seguía congelado y no fue un obstáculo para el ataque japonés.
Prácticamente rodeado y sin esperanza de victoria, el general Kuropatkin dio la orden de retirada hacia el norte, a las 18:45 horas del 9 de marzo. La retirada rusa se complicó cuando las tropas del general Nozu penetraron a través de la retaguardia rusa por el río Hun, y la retirada se convirtió rápidamente en una huida. El pánico hizo que las fuerzas rusas abandonasen a heridos, armas y abastecimientos, en esta huida al norte, hacia Tiehling.
El 10 de marzo de 1905, a las 10:00 de la mañana, las fuerzas japonesas ocuparon Mukden.

## Conclusión
Las bajas rusas ascendieron a 90 000 hombres. Además, los rusos también habían perdido la mayoría de sus abastecimientos de campaña. Temiendo futuros avances japoneses, el General Kuropatkin ordenó que la ciudad de Tieling fuese incendiada, y marchó con el resto de sus hombres al norte, hacia una nueva línea defensiva en Hspingkai (moderna Siping, provincia de Jilin, China). Las fuerzas japonesas sufrieron 70 000 bajas.
No hubo más combates terrestres serios tras esta batalla.

## Notas

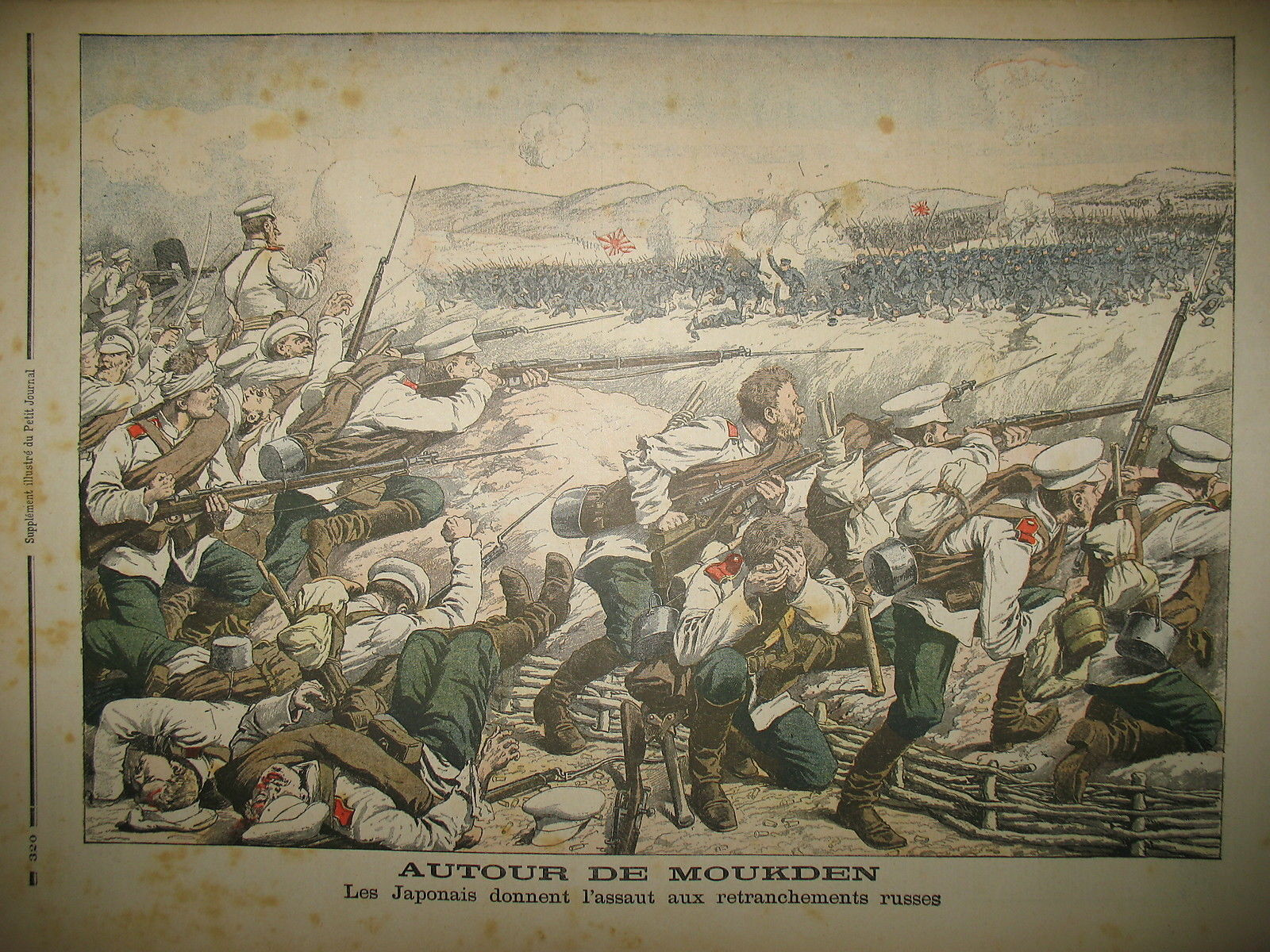
Batalla de Mukden

## Anexos
- Anexo:Batallas del siglo XX